# Miroslava Knapková
Miroslava Knapková (Brno, 19 settembre 1980) è una canottiera ceca.
È campionessa olimpica in carica nel singolo. È allenata da Thomas Kácovská.

## Palmarès
- Olimpiadi

Londra 2012: oro nel singolo.
- Campionati del mondo di canottaggio

2005 - Kaizu: argento nel singolo.
2006 - Eton: argento nel singolo.
2009 - Poznań: bronzo nel singolo.
2011 - Bled: oro nel singolo.
2013 - Chungju: bronzo nel singolo.
2015 - Aiguebelette-le-Lac: argento nel singolo.
- Campionati europei di canottaggio

2014 - Belgrado: oro nel singolo.